# Équipe du Costa Rica de football à la Coupe du monde 2014
Cet article relate le parcours de l'équipe du Costa Rica de football lors de la Coupe du monde de football 2014 organisée au Brésil du 12 juin au 13 juillet 2014.

## Effectif
Le sélectionneur Jorge Luis Pinto a annoncé sa liste définitive de 23 joueurs pour le mondial.
| Numéro / Nom       | Numéro / Nom       | Club               | Date de naissance | J.              | Buts            |                 |                 |                 |
| Gardiens de but    | Gardiens de but    | Gardiens de but    | Gardiens de but   | Gardiens de but | Gardiens de but | Gardiens de but | Gardiens de but | Gardiens de but |
| ------------------ | ------------------ | ------------------ | ----------------- | --------------- | --------------- | --------------- | --------------- | --------------- |
| 1                  | Keylor Navas       | Levante UD         | 15.12.1986        | 4               | 0               | 1               | 0               | 0               |
| 18                 | Patrick Pemberton  | Alajuelense        | 24.05.1982        | 0               | 0               | 0               | 0               | 0               |
| 23                 | Daniel Cambronero  | Herediano          | 08.01.1986        | 0               | 0               | 0               | 0               | 0               |
| Défenseurs         |                    |                    |                   |                 |                 |                 |                 |                 |
| 4                  | Michael Umaña      | Deportivo Saprissa | 16.07.1982        | 3               | 0               | 0               | 0               | 0               |
| 15                 | Júnior Díaz        | Mayence 05         | 12.09.1983        | 4               | 0               | 0               | 0               | 0               |
| 19                 | Roy Miller         | New York Red Bulls | 24.11.1984        | 1               | 0               | 0               | 0               | 0               |
| 3                  | Giancarlo González | Columbus Crew      | 08.02.1988        | 4               | 0               | 1               | 0               | 0               |
| 2                  | Jhonny Acosta      | Alajuelense        | 21.07.1983        | 1               | 0               | 0               | 0               | 0               |
| 8                  | Dave Myrie         | Herediano          | 01.06.1988        | 0               | 0               | 0               | 0               | 0\|             |
| 16                 | Cristian Gamboa    | Rosenborg BK       | 24.10.1989        | 4               | 0               | 0               | 0               | 0               |
| 6                  | Óscar Duarte       | Club Brugge        | 03.06.1989        | 4               | 1               | 1               | 1               | 0               |
| 12                 | Waylon Francis     | Columbus Crew      | 20.09.1990        | 0               | 0               | 0               | 0               | 0               |
| Milieux de terrain |                    |                    |                   |                 |                 |                 |                 |                 |
| 5                  | Celso Borges       | AIK Fotboll        | 27.05.1988        | 4               | 0               | 0               | 0               | 0               |
| 7                  | Christian Bolaños  | FC Copenhague      | 17.05.1984        | 4               | 0               | 0               | 0               | 0               |
| 11                 | Michael Barrantes  | Aalesunds FK       | 04.10.1983        | 2               | 0               | 0               | 0               | 0               |
| 22                 | José Miguel Cubero | Herediano          | 14.02.1987        | 3               | 0               | 1               | 0               | 0               |
| 17                 | Yeltsin Tejeda     | Deportivo Saprissa | 17.03.1992        | 4               | 0               | 1               | 0               | 0               |
| 13                 | Esteban Granados   | Herediano          | 25.10.1985        | 0               | 0               | 0               | 0               | 0               |
| 20                 | Diego Calvo        | Vålerenga          | 25.03.1991        | 0               | 0               | 0               | 0               | 0               |
| Attaquants         |                    |                    |                   |                 |                 |                 |                 |                 |
| 10                 | Bryan Ruiz         | PSV Eindhoven      | 18.08.1985        | 4               | 2               | 1               | 0               | 0               |
| 14                 | Randall Brenes     | Cartaginés         | 13.08.1983        | 3               | 0               | 0               | 0               | 0               |
| 9                  | Joel Campbell      | Olympiakos         | 26.06.1992        | 4               | 1               | 0               | 0               | 0               |
| 21                 | Marco Ureña        | Kouban Krasnodar   | 05.03.1990        | 3               | 1               | 0               | 0               | 0               |
| Sélectionneur      |                    |                    |                   |                 |                 |                 |                 |                 |
|                    | Jorge Luis Pinto   |                    | 16.12.1952        |                 |                 |                 |                 |                 |

## Coupe du monde

### Premier tour - Groupe D
|   | Équipe     | Pts | J | G | N | P | Bp | Bc | Diff |
| 1 | Costa Rica | 7   | 3 | 2 | 1 | 0 | 4  | 1  | 3    |
| 2 | Uruguay    | 6   | 3 | 2 | 0 | 1 | 4  | 4  | 0    |
| 3 | Italie     | 3   | 3 | 1 | 0 | 2 | 2  | 3  | -1   |
| 4 | Angleterre | 1   | 3 | 0 | 1 | 2 | 2  | 4  | -2   |

| J 1 | 14 juin 2014 | Uruguay    | 1 - 3 | Costa Rica |
| J 1 | 14 juin 2014 | Angleterre | 1 - 2 | Italie     |
| J 2 | 19 juin 2014 | Uruguay    | 2 - 1 | Angleterre |
| J 2 | 20 juin 2014 | Italie     | 0 - 1 | Costa Rica |
| J 3 | 24 juin 2014 | Italie     | 0 - 1 | Uruguay    |
| J 3 | 24 juin 2014 | Costa Rica | 0 - 0 | Angleterre |

#### Uruguay - Costa Rica
| Match 7                                                  | Uruguay                   | 1 - 3   | Costa Rica                                             | Estádio Castelão, Fortaleza                                        |                                                                    |
| 14 juin 2014 · 16:00 (UTC-3) · Historique des rencontres | Edinson Cavani 24e (pen.) | (1 - 0) | 54e Joel Campbell · 57e Óscar Duarte · 84e Marco Ureña | Spectateurs : 58 679 · Arbitrage : Felix Brych · Photos du match · | Spectateurs : 58 679 · Arbitrage : Felix Brych · Photos du match · |
| 14 juin 2014 · 16:00 (UTC-3) · Historique des rencontres | Rapport                   |         |                                                        | Spectateurs : 58 679 · Arbitrage : Felix Brych · Photos du match · | Spectateurs : 58 679 · Arbitrage : Felix Brych · Photos du match · |

| Uruguay | Costa Rica |

| URUGUAY :       |    |                    |  |     |       |
|                 |    |                    |  |     |       |
| Gardien de but  | 1  | Fernando Muslera   |  |     |       |
|                 | 2  | Diego Lugano       |  |     | 50e   |
|                 | 3  | Diego Godín        |  |     |       |
|                 | 5  | Walter Gargano     |  | 60e | 56e   |
|                 | 7  | Cristian Rodríguez |  | 76e |       |
|                 | 10 | Diego Forlán       |  | 60e |       |
|                 | 11 | Cristhian Stuani   |  |     |       |
|                 | 16 | Maxi Pereira       |  |     | 90+4e |
|                 | 17 | Egidio Arévalo     |  |     |       |
|                 | 21 | Edinson Cavani     |  |     |       |
|                 | 22 | Martín Cáceres     |  |     | 81e   |
| Remplaçants :   |    |                    |  |     |       |
|                 | 20 | Álvaro González    |  | 60e |       |
|                 | 14 | Nicolás Lodeiro    |  | 60e |       |
|                 | 8  | Abel Hernández     |  | 76e |       |
| Sélectionneur : |    |                    |  |     |       |
| Óscar Tabárez   |    |                    |  |     |       |

| COSTA RICA :     |    |                    |  |     |
|                  |    |                    |  |     |
| Gardien de but   | 1  | Keylor Navas       |  |     |
|                  | 3  | Giancarlo González |  |     |
|                  | 4  | Michael Umaña      |  |     |
|                  | 5  | Celso Borges       |  |     |
|                  | 6  | Óscar Duarte       |  |     |
|                  | 7  | Christian Bolaños  |  | 89e |
|                  | 9  | Joel Campbell      |  |     |
|                  | 10 | Bryan Ruiz         |  | 83e |
|                  | 15 | Júnior Díaz        |  |     |
|                  | 16 | Cristian Gamboa    |  |     |
|                  | 17 | Yeltsin Tejeda     |  | 74e |
| Remplaçants :    |    |                    |  |     |
|                  | 22 | José Miguel Cubero |  | 74e |
|                  | 21 | Marco Ureña        |  | 83e |
|                  | 11 | Michael Barrantes  |  | 89e |
| Sélectionneur :  |    |                    |  |     |
| Jorge Luis Pinto |    |                    |  |     |

| Assistants : Mark Borsch Stefan Lupp Quatrième arbitre : Víctor Hugo Carrillo Cinquième arbitre : Rodney Aquino Homme du Match : Joel Campbell |

#### Italie - Costa Rica
| Match 24                                                 | Italie  | 0 - 1   | Costa Rica     | Itaipava Arena Pernambuco, Recife                                    |                                                                      |
| 20 juin 2014 · 13:00 (UTC-3) · Historique des rencontres |         | (0 - 1) | 44e Bryan Ruiz | Spectateurs : 40 285 · Arbitrage : Enrique Osses · Photos du match · | Spectateurs : 40 285 · Arbitrage : Enrique Osses · Photos du match · |
| 20 juin 2014 · 13:00 (UTC-3) · Historique des rencontres | Rapport |         |                | Spectateurs : 40 285 · Arbitrage : Enrique Osses · Photos du match · | Spectateurs : 40 285 · Arbitrage : Enrique Osses · Photos du match · |

| Italie | Costa Rica |

| ITALIE :         |    |                   |  |     |     |
|                  |    |                   |  |     |     |
| Gardien de but   | 1  | Gianluigi Buffon  |  |     |     |
|                  | 3  | Giorgio Chiellini |  |     |     |
|                  | 4  | Matteo Darmian    |  |     |     |
|                  | 5  | Thiago Motta      |  | 46e |     |
|                  | 6  | Antonio Candreva  |  | 57e |     |
|                  | 7  | Ignazio Abate     |  |     |     |
|                  | 8  | Claudio Marchisio |  | 69e |     |
|                  | 9  | Mario Balotelli   |  |     | 69e |
|                  | 15 | Andrea Barzagli   |  |     |     |
|                  | 16 | Daniele De Rossi  |  |     |     |
|                  | 21 | Andrea Pirlo      |  |     |     |
| Remplaçants :    |    |                   |  |     |     |
|                  | 10 | Antonio Cassano   |  | 46e |     |
|                  | 22 | Lorenzo Insigne   |  | 57e |     |
|                  | 11 | Alessio Cerci     |  | 69e |     |
| Sélectionneur :  |    |                   |  |     |     |
| Cesare Prandelli |    |                   |  |     |     |

| COSTA RICA :     |    |                    |  |     |     |
|                  |    |                    |  |     |     |
| Gardien de but   | 1  | Keylor Navas       |  |     |     |
|                  | 3  | Giancarlo González |  |     |     |
|                  | 4  | Michael Umaña      |  |     |     |
|                  | 5  | Celso Borges       |  |     |     |
|                  | 6  | Óscar Duarte       |  |     |     |
|                  | 7  | Christian Bolaños  |  |     |     |
|                  | 9  | Joel Campbell      |  | 74e |     |
|                  | 10 | Bryan Ruiz         |  | 81e |     |
|                  | 15 | Júnior Díaz        |  |     |     |
|                  | 16 | Cristian Gamboa    |  |     |     |
|                  | 17 | Yeltsin Tejeda     |  | 68e |     |
| Remplaçants :    |    |                    |  |     |     |
|                  | 22 | José Miguel Cubero |  | 68e |     |
|                  | 21 | Marco Ureña        |  | 74e | 71e |
|                  | 14 | Randall Brenes     |  | 81e |     |
| Sélectionneur :  |    |                    |  |     |     |
| Jorge Luis Pinto |    |                    |  |     |     |

| Assistants : Carlos Astroza Sergio Román Quatrième arbitre : Sidi Alioum Cinquième arbitre : Djibril Camara Homme du Match : Bryan Ruiz |

#### Costa Rica - Angleterre
| Match 40                                                 | Costa Rica | 0 - 0   | Angleterre | Mineirão, Belo Horizonte                                               |                                                                        |
| 24 juin 2014 · 13:00 (UTC-3) · Historique des rencontres |            | (0 - 0) |            | Spectateurs : 57 823 · Arbitrage : Djamel Haimoudi · Photos du match · | Spectateurs : 57 823 · Arbitrage : Djamel Haimoudi · Photos du match · |
| 24 juin 2014 · 13:00 (UTC-3) · Historique des rencontres | Rapport    |         |            | Spectateurs : 57 823 · Arbitrage : Djamel Haimoudi · Photos du match · | Spectateurs : 57 823 · Arbitrage : Djamel Haimoudi · Photos du match · |

| Costa Rica | Angleterre |

| COSTA RICA :     |    |                    |  |     |     |
|                  |    |                    |  |     |     |
| Gardien de but   | 1  | Keylor Navas       |  |     |     |
|                  | 3  | Giancarlo González |  |     | 60e |
|                  | 5  | Celso Borges       |  | 78e |     |
|                  | 6  | Óscar Duarte       |  |     |     |
|                  | 9  | Joel Campbell      |  | 65e |     |
|                  | 10 | Bryan Ruiz         |  |     |     |
|                  | 14 | Randall Brenes     |  | 59e |     |
|                  | 15 | Júnior Díaz        |  |     |     |
|                  | 16 | Cristian Gamboa    |  |     |     |
|                  | 17 | Yeltsin Tejeda     |  |     |     |
|                  | 19 | Roy Miller         |  |     |     |
| Remplaçants :    |    |                    |  |     |     |
|                  | 7  | Christian Bolaños  |  | 59e |     |
|                  | 21 | Marco Ureña        |  | 65e |     |
|                  | 11 | Michael Barrantes  |  | 78e |     |
| Sélectionneur :  |    |                    |  |     |     |
| Jorge Luis Pinto |    |                    |  |     |     |

| ANGLETERRE :    |    |                  |  |     |     |
|                 |    |                  |  |     |     |
| Gardien de but  | 13 | Ben Foster       |  |     |     |
|                 | 5  | Gary Cahill      |  |     |     |
|                 | 7  | Jack Wilshere    |  | 73e |     |
|                 | 8  | Frank Lampard    |  |     |     |
|                 | 9  | Daniel Sturridge |  |     |     |
|                 | 12 | Chris Smalling   |  |     |     |
|                 | 16 | Phil Jones       |  |     |     |
|                 | 17 | James Milner     |  | 76e |     |
|                 | 20 | Adam Lallana     |  | 62e | 57e |
|                 | 21 | Ross Barkley     |  |     | 53e |
|                 | 23 | Luke Shaw        |  |     |     |
| Remplaçants :   |    |                  |  |     |     |
|                 | 19 | Raheem Sterling  |  | 62e |     |
|                 | 10 | Steven Gerard    |  | 73e |     |
|                 | 4  | Wayne Rooney     |  | 76e |     |
| Sélectionneur : |    |                  |  |     |     |
| Roy Hodgson     |    |                  |  |     |     |

| Assistants : Redouane Achik Abdelhak Etchiali Quatrième arbitre : Alireza Faghani Cinquième arbitre : Hassan Kamranifar Homme du Match : Keylor Navas |

### Huitième de finale

#### Costa Rica - Grèce
| 29 juin 2014                              | Costa Rica                                  | 1 - 1 a. p.       | Grèce                                             | Itaipava Arena Pernambuco, Recife                                   |                                                                     |
| 17:00 (UTC-3) · Historique des rencontres | Bryan Ruiz 52e                              | (0 - 0, 1 - 1)    | 90+1e Sokrátis Papastathópoulos                   | Spectateurs : 41 242 · Arbitrage : Ben Williams · Photos du match · | Spectateurs : 41 242 · Arbitrage : Ben Williams · Photos du match · |
| 17:00 (UTC-3) · Historique des rencontres | Rapport                                     |                   |                                                   | Spectateurs : 41 242 · Arbitrage : Ben Williams · Photos du match · | Spectateurs : 41 242 · Arbitrage : Ben Williams · Photos du match · |
| 17:00 (UTC-3) · Historique des rencontres | Borges · Ruiz · González · Campbell · Umaña | Tirs au but 5 - 3 | Mítroglou · Christodoulópoulos · Cholévas · Gekas | Spectateurs : 41 242 · Arbitrage : Ben Williams · Photos du match · | Spectateurs : 41 242 · Arbitrage : Ben Williams · Photos du match · |

| Costa Rica | Grèce |

| Costa Rica :     |    |                    |  |     |          |
|                  |    |                    |  |     |          |
| Gardien de but   | 1  | Keylor Navas       |  |     | 90e      |
|                  | 3  | Giancarlo González |  |     |          |
|                  | 4  | Michael Umaña      |  |     |          |
|                  | 5  | Celso Borges       |  |     |          |
|                  | 6  | Óscar Duarte       |  |     | 42e, 66e |
|                  | 7  | Christian Bolaños  |  | 83e |          |
|                  | 9  | Joel Campbell      |  |     |          |
|                  | 10 | Bryan Ruiz         |  |     | 70e      |
|                  | 15 | Júnior Díaz        |  |     |          |
|                  | 16 | Cristian Gamboa    |  | 77e |          |
|                  | 17 | Yeltsin Tejeda     |  | 66e | 48e      |
| Remplaçants :    |    |                    |  |     |          |
|                  | 22 | José Miguel Cubero |  | 66e |          |
|                  | 2  | Jhonny Acosta      |  | 77e |          |
|                  | 14 | Randall Brenes     |  | 83e |          |
|                  | 13 | Esteban Granados   |  |     | 57e      |
| Sélectionneur :  |    |                    |  |     |          |
| Jorge Luis Pinto |    |                    |  |     |          |

| Grèce :         |    |                            |  |     |     |
|                 |    |                            |  |     |     |
| Gardien de but  | 1  | Oréstis Karnézis           |  |     |     |
|                 | 2  | Ioánnis Maniátis           |  | 78e |     |
|                 | 4  | Kóstas Manolás             |  |     | 72e |
|                 | 7  | Yeóryos Samarás            |  |     |     |
|                 | 10 | Yórgos Karagoúnis          |  |     |     |
|                 | 14 | Dimítris Salpingídis       |  | 69e |     |
|                 | 15 | Vasílis Torosídis          |  |     |     |
|                 | 16 | Lázaros Christodoulópoulos |  |     |     |
|                 | 19 | Sokrátis Papastathópoulos  |  |     |     |
|                 | 20 | Iosíf Cholévas             |  |     |     |
|                 | 22 | Andreas Samaris            |  | 58e | 36e |
| Remplaçants :   |    |                            |  |     |     |
|                 | 21 | Kóstas Katsouránis         |  | 78e |     |
|                 | 9  | Kóstas Mítroglou           |  | 58e |     |
|                 | 17 | Theofánis Gekas            |  | 69e |     |
| Sélectionneur : |    |                            |  |     |     |
| Fernando Santos |    |                            |  |     |     |

| Assistants : Matthew Cream Hakan Anaz Quatrième arbitre : Nawaf Shukralla Cinquième arbitre : Yaser Tulefat Homme du Match : Keylor Navas |

### Quart de finale

#### Pays-Bas - Costa Rica
| 5 juillet 2014                            | Pays-Bas                              | 0 - 0 a. p.       | Costa Rica                                 | Stade Octávio-Mangabeira, Salvador de Bahia                            |                                                                        |
| 17:00 (UTC-3) · Historique des rencontres |                                       | (0 - 0)           |                                            | Spectateurs : 51 179 · Arbitrage : Ravshan Irmatov · Photos du match · | Spectateurs : 51 179 · Arbitrage : Ravshan Irmatov · Photos du match · |
| 17:00 (UTC-3) · Historique des rencontres | rapport                               |                   |                                            | Spectateurs : 51 179 · Arbitrage : Ravshan Irmatov · Photos du match · | Spectateurs : 51 179 · Arbitrage : Ravshan Irmatov · Photos du match · |
| 17:00 (UTC-3) · Historique des rencontres | van Persie · Robben · Sneijder · Kuyt | Tirs au but 4 - 3 | Borges · Ruiz · González · Bolaños · Umaña | Spectateurs : 51 179 · Arbitrage : Ravshan Irmatov · Photos du match · | Spectateurs : 51 179 · Arbitrage : Ravshan Irmatov · Photos du match · |

| Pays-Bas | Costa Rica |

| Pays-Bas :      |    |                     |  |        |      |
|                 |    |                     |  |        |      |
| Gardien de but  | 1  | Jasper Cillessen    |  | 120+1e |      |
|                 | 2  | Ron Vlaar           |  |        |      |
|                 | 3  | Stefan de Vrij      |  |        |      |
|                 | 4  | Bruno Martins Indi  |  | 105e   | 64e  |
|                 | 5  | Daley Blind         |  |        |      |
|                 | 9  | Robin van Persie    |  |        |      |
|                 | 10 | Wesley Sneijder     |  |        |      |
|                 | 11 | Arjen Robben        |  |        |      |
|                 | 15 | Dirk Kuyt           |  |        |      |
|                 | 20 | Georginio Wijnaldum |  |        |      |
|                 | 21 | Memphis Depay       |  | 76e    |      |
| Remplaçants :   |    |                     |  |        |      |
|                 | 23 | Tim Krul            |  | 120+1e |      |
|                 | 19 | Klaas-Jan Huntelaar |  | 105e   | 111e |
|                 | 17 | Jeremain Lens       |  | 76e    |      |
| Sélectionneur : |    |                     |  |        |      |
| Louis van Gaal  |    |                     |  |        |      |

| Costa Rica :     |    |                    |  |     |     |
|                  |    |                    |  |     |     |
| Gardien de but   | 1  | Keylor Navas       |  |     |     |
|                  | 2  | Jhonny Acosta      |  |     |     |
|                  | 3  | Giancarlo González |  |     | 81e |
|                  | 4  | Michael Umaña      |  |     | 52e |
|                  | 5  | Celso Borges       |  |     |     |
|                  | 7  | Christian Bolaños  |  |     |     |
|                  | 9  | Joel Campbell      |  | 66e |     |
|                  | 10 | Bryan Ruiz         |  |     |     |
|                  | 15 | Júnior Díaz        |  |     | 37e |
|                  | 16 | Cristian Gamboa    |  | 79e |     |
|                  | 17 | Yeltsin Tejeda     |  | 97e |     |
| Remplaçants :    |    |                    |  |     |     |
|                  | 8  | Dave Myrie         |  | 79e |     |
|                  | 21 | Marco Ureña        |  | 66e |     |
|                  | 22 | José Miguel Cubero |  | 97e |     |
| Sélectionneur :  |    |                    |  |     |     |
| Jorge Luis Pinto |    |                    |  |     |     |

| Assistants : Abdukhamidullo Rasulov Bahadyr Kochkarov Quatrième arbitre : Noumandiez Doué Cinquième arbitre : Songuifolo Yeo Homme du Match : Keylor Navas |

## Statistiques

### Temps de jeu
| Joueur     |          |          |          |          | TT       | But inscrit | MJ       | MT       | Légende |
| ---------- | -------- | -------- | -------- | -------- | -------- | ----------- | -------- | -------- | --- |
| Gardiens   | Gardiens | Gardiens | Gardiens | Gardiens | Gardiens | Gardiens    | Gardiens | Gardiens | Abréviations et symboles : · TT : Total de minutes jouées · MJ : Nombre de matchs joués · MT : Matchs joués en tant que titulaire · : but · : joueur entré · : joueur remplacé · : capitaine · : carton jaune · : carton rouge |
|            |          |          |          |          |          |             |          |          | Abréviations et symboles : · TT : Total de minutes jouées · MJ : Nombre de matchs joués · MT : Matchs joués en tant que titulaire · : but · : joueur entré · : joueur remplacé · : capitaine · : carton jaune · : carton rouge |
|            |          |          |          |          |          |             |          |          | Abréviations et symboles : · TT : Total de minutes jouées · MJ : Nombre de matchs joués · MT : Matchs joués en tant que titulaire · : but · : joueur entré · : joueur remplacé · : capitaine · : carton jaune · : carton rouge |
|            |          |          |          |          |          |             |          |          | Abréviations et symboles : · TT : Total de minutes jouées · MJ : Nombre de matchs joués · MT : Matchs joués en tant que titulaire · : but · : joueur entré · : joueur remplacé · : capitaine · : carton jaune · : carton rouge |
| Défenseurs |          |          |          |          |          |             |          |          | Abréviations et symboles : · TT : Total de minutes jouées · MJ : Nombre de matchs joués · MT : Matchs joués en tant que titulaire · : but · : joueur entré · : joueur remplacé · : capitaine · : carton jaune · : carton rouge |
|            |          |          |          |          |          |             |          |          | Abréviations et symboles : · TT : Total de minutes jouées · MJ : Nombre de matchs joués · MT : Matchs joués en tant que titulaire · : but · : joueur entré · : joueur remplacé · : capitaine · : carton jaune · : carton rouge |
|            |          |          |          |          |          |             |          |          | Abréviations et symboles : · TT : Total de minutes jouées · MJ : Nombre de matchs joués · MT : Matchs joués en tant que titulaire · : but · : joueur entré · : joueur remplacé · : capitaine · : carton jaune · : carton rouge |
|            |          |          |          |          |          |             |          |          | Abréviations et symboles : · TT : Total de minutes jouées · MJ : Nombre de matchs joués · MT : Matchs joués en tant que titulaire · : but · : joueur entré · : joueur remplacé · : capitaine · : carton jaune · : carton rouge |
|            |          |          |          |          |          |             |          |          | Abréviations et symboles : · TT : Total de minutes jouées · MJ : Nombre de matchs joués · MT : Matchs joués en tant que titulaire · : but · : joueur entré · : joueur remplacé · : capitaine · : carton jaune · : carton rouge |
|            |          |          |          |          |          |             |          |          | Abréviations et symboles : · TT : Total de minutes jouées · MJ : Nombre de matchs joués · MT : Matchs joués en tant que titulaire · : but · : joueur entré · : joueur remplacé · : capitaine · : carton jaune · : carton rouge |
|            |          |          |          |          |          |             |          |          | Abréviations et symboles : · TT : Total de minutes jouées · MJ : Nombre de matchs joués · MT : Matchs joués en tant que titulaire · : but · : joueur entré · : joueur remplacé · : capitaine · : carton jaune · : carton rouge |
|            |          |          |          |          |          |             |          |          | Abréviations et symboles : · TT : Total de minutes jouées · MJ : Nombre de matchs joués · MT : Matchs joués en tant que titulaire · : but · : joueur entré · : joueur remplacé · : capitaine · : carton jaune · : carton rouge |
|            |          |          |          |          |          |             |          |          | Abréviations et symboles : · TT : Total de minutes jouées · MJ : Nombre de matchs joués · MT : Matchs joués en tant que titulaire · : but · : joueur entré · : joueur remplacé · : capitaine · : carton jaune · : carton rouge |
| Milieux    |          |          |          |          |          |             |          |          | Abréviations et symboles : · TT : Total de minutes jouées · MJ : Nombre de matchs joués · MT : Matchs joués en tant que titulaire · : but · : joueur entré · : joueur remplacé · : capitaine · : carton jaune · : carton rouge |
|            |          |          |          |          |          |             |          |          | Abréviations et symboles : · TT : Total de minutes jouées · MJ : Nombre de matchs joués · MT : Matchs joués en tant que titulaire · : but · : joueur entré · : joueur remplacé · : capitaine · : carton jaune · : carton rouge |
|            |          |          |          |          |          |             |          |          | Abréviations et symboles : · TT : Total de minutes jouées · MJ : Nombre de matchs joués · MT : Matchs joués en tant que titulaire · : but · : joueur entré · : joueur remplacé · : capitaine · : carton jaune · : carton rouge |
|            |          |          |          |          |          |             |          |          | Abréviations et symboles : · TT : Total de minutes jouées · MJ : Nombre de matchs joués · MT : Matchs joués en tant que titulaire · : but · : joueur entré · : joueur remplacé · : capitaine · : carton jaune · : carton rouge |
|            |          |          |          |          |          |             |          |          | Abréviations et symboles : · TT : Total de minutes jouées · MJ : Nombre de matchs joués · MT : Matchs joués en tant que titulaire · : but · : joueur entré · : joueur remplacé · : capitaine · : carton jaune · : carton rouge |
|            |          |          |          |          |          |             |          |          | Abréviations et symboles : · TT : Total de minutes jouées · MJ : Nombre de matchs joués · MT : Matchs joués en tant que titulaire · : but · : joueur entré · : joueur remplacé · : capitaine · : carton jaune · : carton rouge |
|            |          |          |          |          |          |             |          |          | Abréviations et symboles : · TT : Total de minutes jouées · MJ : Nombre de matchs joués · MT : Matchs joués en tant que titulaire · : but · : joueur entré · : joueur remplacé · : capitaine · : carton jaune · : carton rouge |
|            |          |          |          |          |          |             |          |          | Abréviations et symboles : · TT : Total de minutes jouées · MJ : Nombre de matchs joués · MT : Matchs joués en tant que titulaire · : but · : joueur entré · : joueur remplacé · : capitaine · : carton jaune · : carton rouge |
|            |          |          |          |          |          |             |          |          | Abréviations et symboles : · TT : Total de minutes jouées · MJ : Nombre de matchs joués · MT : Matchs joués en tant que titulaire · : but · : joueur entré · : joueur remplacé · : capitaine · : carton jaune · : carton rouge |
| Attaquants |          |          |          |          |          |             |          |          | Abréviations et symboles : · TT : Total de minutes jouées · MJ : Nombre de matchs joués · MT : Matchs joués en tant que titulaire · : but · : joueur entré · : joueur remplacé · : capitaine · : carton jaune · : carton rouge |
|            |          |          |          |          |          |             |          |          | Abréviations et symboles : · TT : Total de minutes jouées · MJ : Nombre de matchs joués · MT : Matchs joués en tant que titulaire · : but · : joueur entré · : joueur remplacé · : capitaine · : carton jaune · : carton rouge |
|            |          |          |          |          |          |             |          |          | Abréviations et symboles : · TT : Total de minutes jouées · MJ : Nombre de matchs joués · MT : Matchs joués en tant que titulaire · : but · : joueur entré · : joueur remplacé · : capitaine · : carton jaune · : carton rouge |
|            |          |          |          |          |          |             |          |          | Abréviations et symboles : · TT : Total de minutes jouées · MJ : Nombre de matchs joués · MT : Matchs joués en tant que titulaire · : but · : joueur entré · : joueur remplacé · : capitaine · : carton jaune · : carton rouge |
|            |          |          |          |          |          |             |          |          | Abréviations et symboles : · TT : Total de minutes jouées · MJ : Nombre de matchs joués · MT : Matchs joués en tant que titulaire · : but · : joueur entré · : joueur remplacé · : capitaine · : carton jaune · : carton rouge |

| Buts | Joueurs | Adversaires |
| ---- | ------- | ----------- |
|      |         |             |
|      |         |             |

| Buts | Joueurs | Adversaires |
| ---- | ------- | ----------- |
|      |         |             |
|      |         |             |